# Concert exceptionnel aux Francofolies de La Rochelle
 (janvier 2014).
Si vous disposez d'ouvrages ou d'articles de référence ou si vous connaissez des sites web de qualité traitant du thème abordé ici, merci de compléter l'article en donnant les références utiles à sa vérifiabilité et en les liant à la section « Notes et références ».
Albums de Malicorne
Marie de Malicorne
(2005)
Concert exceptionnel aux Francofolies de la Rochelle est à la fois un album live (le 2d) et un DVD (le 1er) du groupe folk français Malicorne, sortis le 7 mars 2011.
Il s'agit de l'enregistrement du concert exceptionnel de reformation du groupe (dans sa formation « classique ») donné le 15 juillet 2010 dans le cadre des Francofolies de La Rochelle.

## Historique
Ce concert historique a réuni pour la première fois sur scène en 31 ans les cinq membres de la formation « classique » de Malicorne soit les quatre membres fondateurs Gabriel Yacoub, Marie Sauvet, Hughes de Courson et Laurent Vercambre augmentés d'Olivier Zdrzalik-Kowalski (qui avait rejoint le groupe seulement en 1977).
Cette formation « classique » était complétée par Yannick Hardouin (basse) et David Pouradier Duteil (batterie et percussions) et rejointe sur scène par de nombreux artistes invités à interpréter à leur façon les classiques du répertoire de Malicorne :Gilles Chabenat, JP Nataf, Le Quatuor, Michel Rivard, Karl Zéro, Tété, Claire Diterzi, Bensé & Jil is lucky en duo).
L'album live ne propose pas les titres interprétés par les musiciens invités. Par contre, ces titres sont tous présents sur le DVD, à l'exception d'un seul : Beau Charpentier / Quand le cyprès interprété par Bensé & Jil Is Lucky entre La Conduite et Le roi s'ennuie.

## Liste des titres
| 1.  | Nous sommes chanteurs de sornettes          | Malicorne                                     |  |
| 2.  | Gavotte                                     | Malicorne                                     |  |
| 3.  | Pierre de Grenoble / Schiarazzula Marazzula | Malicorne                                     |  |
| 4.  | Marions les roses                           | Malicorne                                     |  |
| 5.  | Le luneux                                   | Malicorne (Marie, Laurent et Hughes)          |  |
| 6.  | La conduite                                 | Malicorne & Karl Zéro                         |  |
| 7.  | L'écolier assassin                          | Malicorne                                     |  |
| 8.  | Le Prince d'Orange                          | Malicorne                                     |  |
| 9.  | Voici la Saint-Jean                         | Malicorne & Michel Rivard                     |  |
| 10. | Margot                                      | Malicorne                                     |  |
| 11. | Bacchu Ber                                  | Malicorne                                     |  |
| 12. | Danse bulgare                               | Malicorne                                     |  |
| 13. | Ma chanson est dite                         | Malicorne                                     |  |
| 14. | J'ai vu le loup, le renard et la belette    | Malicorne                                     |  |
| 15. | Je resterai ici (morceau caché)             | Gabriel Yacoub Trio & Marie Yacoub            |  |
| 16. | Les choses les plus simples (morceau caché) | Gabriel Yacoub Trio & Le Quatuor              |  |
| 17. | Carmin (morceau caché)                      | Gabriel Yacoub Trio (solo de Gilles Chabenat) |  |

| 1.  | Carmin                                       | Gabriel Yacoub Trio (solo de Gilles Chabenat) |  |
| 2.  | Rêves à-demi                                 | Gabriel Yacoub Trio                           |  |
| 3.  | Pluie d'elle                                 | Gabriel Yacoub Trio                           |  |
| 4.  | Les choses les plus simples                  | Gabriel Yacoub Trio & Le Quatuor              |  |
| 5.  | Je resterai ici                              | Gabriel Yacoub Trio & Marie Yacoub            |  |
| 6.  | Nous sommes chanteurs de sornettes / Gavotte | Malicorne                                     |  |
| 7.  | Pierre de Grenoble / Schiarrazula marazzula  | Malicorne                                     |  |
| 8.  | Les tristes noces                            | Malicorne & Claire Diterzi                    |  |
| 9.  | Marions les roses                            | Malicorne                                     |  |
| 10. | Quand je menai mes chevaux boire             | Malicorne & JP Nataf                          |  |
| 11. | Le luneux                                    | Malicorne (Marie, Laurent et Hughes)          |  |
| 12. | La conduite                                  | Malicorne & Karl Zéro                         |  |
| 13. | Le roi s'ennuie                              | Le Quatuor                                    |  |
| 14. | L'écolier assassin                           | Malicorne                                     |  |
| 15. | La complainte du coureur de bois             | Tété                                          |  |
| 16. | Le Prince d'Orange                           | Malicorne                                     |  |
| 17. | Voici la Saint-Jean                          | Malicorne & Michel Rivard                     |  |
| 18. | Margot                                       | Malicorne                                     |  |
| 19. | Bacchu-ber                                   | Malicorne                                     |  |
| 20. | Danse bulgare                                | Malicorne                                     |  |
| 21. | J'ai vu le loup, le renard et la belette     | Malicorne                                     |  |